# Michiel Kroesbergen
Michiel Kroesbergen (15 december 1980) is een Nederlandse dammer en schrijver die in Gelderland is opgegroeid en in Groningen heeft gestudeerd. Kroesbergen bezit in het dammen de titel Internationaal Meester. 
Hij was in 1992 Nederlands pupillenkampioen. In 2002 en 2005 was hij Gronings kampioen. Vanaf het seizoen 2007/08 speelt hij voor Hijken DTC in de ereklasse en verzorgt een rubriek op de website van de stad-Groninger damclub DG Het Noorden.
Hij deed vanaf 2007 vier keer mee aan het NK dammen, zie resultatenoverzicht. 

## Resultatenoverzicht
Stand van zaken 2016: Kroesbergen nam 5 keer deel aan het Nederlands kampioenschap dammen, met de volgende resultaten: 
| jaar | locatie       | plaats |
| ---- | ------------- | ------ |
| 2007 | Soest         | 7e     |
| 2011 | Wapenveld     | 6e     |
| 2012 | Heerhugowaard | 4e     |
| 2013 | Steenwijk     | 10e    |
| 2016 | Enschede      | 5e     |

## Debuut als schrijver
In 2009 debuteerde hij als schrijver met de novelle Huubhuubhuub (Uitgeverij Free Musketeers).